# Nososticta emphyla
Nososticta emphyla är en trollsländeart som först beskrevs av Maurits Anne Lieftinck 1936.  Nososticta emphyla ingår i släktet Nososticta och familjen Protoneuridae. Inga underarter finns listade i Catalogue of Life.